# Ferrières-Saint-Mary
Ferrières-Saint-Mary é uma comuna francesa na região administrativa de Auvérnia-Ródano-Alpes, no departamento de Cantal. Estende-se por uma área de 19,14 km². Em 2010 a comuna tinha 248 habitantes (densidade: 13 hab./km²).